# 華山 (成化進士)
華山（1447年—1512年），字仁甫，號靜菴，直隸常州府無錫縣（今江蘇無錫市）人，民籍，明朝政治人物。進士出身。

## 生平
早年出身國子生，成化四年（1468年）举戊子科應天府鄉試第六十四名。成化十一年（1475年）乙未科會試第九十六名，殿試登進士第二甲第十二名，授許州知州，遷南京兵部武选司員外郎，陞职方司郎中，改刑部，擢湖廣右參議，正德二年（1507年）致仕歸，七年（1512年）卒，年六十六。曾祖父華學則。祖父華罕。父亲華季芳。